# John Treloar
John Linton Treloar, OBE (10 de desembre de 1894 – 28 de gener de 1952) va ser un arxiver australià i el segon director de l'Australian War Memorial (AWM). Durant la primera Guerra Mundial va servir en diverses funcions i més tard va encapçalar La Força Imperial Australiana (AIF). Des de 1920 Treloar té un paper important en l'establiment de la AWM com a director.

## La Primera Guerra Mundial

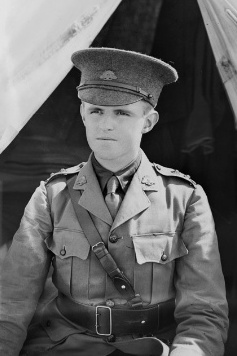
Treloar el 1916 poc abans de marxar d'Austràlia cap a Egipte